# Autoroute A16 (Italie)
Pour les articles homonymes, voir A16 et Autoroute des Deux Mers (homonymie).
L'Autoroute italienne A16 dite aussi Autoroute des deux mers, est une autoroute italienne dont le tracé part de la Mer Tyrrhénienne et des autoroutes A1 et A3 au départ de Naples jusqu'à l'Adriatique et l'A14 qu'elle croise à Canosa di Puglia après 172 km. 
Traversant la péninsule d'ouest en est, elle passe la Campanie avec le territoire de l'Irpinia, elle croise l'A30 près de Nola, elle dépasse Avellino et Bénévent (par un raccordement) monte sur les Apennins de Campanie et la région de la Daunia, pour se terminer dans les Pouilles à Canosa d'où l'on rejoint facilement Bari et Foggia.
À cause de la disposition du territoire, la partie orientale de l'autoroute dans son tronçon final est souvent sujette à de forts vents qui nuisent à la circulation, particulièrement celle des poids lourds. 
À l'origine comptée comme A17 (avec le tronçon Canosa-Bari, qui est désormais rattaché à l'A14), elle a été renommée A16 à la suite de l'achèvement de l'autoroute adriatique. D'aucuns suggèrent aussi que le changement de nombre pourrait avoir été dû à des questions de superstition.
La gestion de cette autoroute revient à la société Autostrade per l'Italia.

## Sorties
- Pomigliano d'Arco
- Napoli Est
- Baiano
- Avellino Ouest
- Avellino Est
- Bénévent
- Grottaminarda
- Vallata
- Lacedonia
- Candela
- Cerignola Ouest